# Čašicu
Čašicu (茶室, »čajna soba« ali »čajnica«) je v japonski tradiciji zgradba oziroma prostor, zasnovan za uporabo za srečanja ob obredu pitja čaja (čanoju).
Arhitekturni slog, ki se je razvil za čašicu, se imenuje slog sukija (sukija-zukuri), izraz sukija (数奇屋) pa se lahko uporablja kot sinonim za čašicu. Sorodni japonski izrazi so časeki (茶席), ki na splošno pomeni »prostor za čaj« in pomeni kakršenkoli prostor, kjer ljudje sedijo pri skupnem obredu pitja čaja, in čabana, »čajne rože«, slog cvetličnega aranžiranja, povezanega s čajnim obredom.
Tipične značilnosti čašicuja so okna šodži in drsna vrata iz lesene mreže, prekrite s prosojnim japonskim papirjem, podloge tatami, niša tokonoma ter preproste, umirjene barve in slog. Najbolj tipična velikost tal čašicu je 4,5 tatamija.

## Definicija
V japonščini se prostostoječe strukture, posebej zasnovane za izključno uporabo pri čajnih slovesnostih, kot tudi posamezni prostori, namenjeni čajnim obredom, imenujejo čašicu. Izraz se lahko uporablja za označevanje same čajne sobe, kjer sprejemajo goste, ali te sobe in pripadajočih prostorov, včasih celo z vrtno potjo rodži, ki vodi do nje.
Čajnice so običajno majhne, preproste lesene stavbe. Stojijo v vrtovih ali na zemljiščih zasebnih hiš. Druga pogosta mesta so območja templjev, muzejev in parkov. Najmanjša čajnica bo imela dva prostora: glavni prostor, kjer se zbirajo gostitelji in gostje ter strežejo čaj, in mizuja, kjer gostitelj pripravlja sladkarije in opremo. Celotna konstrukcija ima lahko skupno površino le treh tatamijev.
Zelo velike čajnice imajo lahko več prostorov različnih velikosti: velika, dobro opremljena mizuja, ki spominja na moderno kuhinjo, velika čakalnica za goste, prijeten prostor, kjer goste pozdravijo in si lahko sezujejo ter shranijo čevlje, ločena stranišča za moške in ženske, garderoba, shramba in po možnosti več predsob ter vrt s potjo, zunanjo čakalnico za goste in enega ali več zunanjih stranišč.
Čajnice so tudi namensko urejeni prostori za druženja ob čaju. Lahko so v večjih čajnicah ali v zasebnih domovih ali drugih stavbah, ki niso namenjene čajnemu obredu. Čajna soba ima lahko talno površino le 1,75 tatamija (en polni tatami za goste in tatami, imenovan daime (台目), približno 3/4 dolžine polnega tatamija za prenosni žar (furo) ali potopljeno ognjišče (ro), ki ga je treba postaviti in gostitelja, ki sedi in pripravlja čaj), druge obsegajo površino 10 tatamijev ali več. 4,5 tatamija na splošno velja za ideal v sodobnih čajnicah. Čajnica bo običajno vsebovala tokonomo in potopljeno kurišče za pripravo čaja pozimi.

## Zgodovina
Izraz čašicu se je začel uporabljati po začetku obdobja Edo (ok. 1600). V prejšnjih časih so se za prostore, ki so se uporabljali za čajno slovesnost, uporabljali različni izrazi, kot so čanoju zašiki (茶湯座敷, »dnevna soba za čanoju«), sukija (prostor za poetično nagnjena estetska iskanja [fūrjū, 風流])) in kakoi (囲, »oddelan prostor«). Zapis je navajal, da je bil šogun Ašikaga Jošimasa tisti, ki je zgradil prvi čašicu v svoji vili Higašijama v Kjotu. Opisana je bila kot majhna soba s štirimi tatamiji in pol, ločena od glavne rezidence.
Po mnenju japonskega zgodovinarja Morija Takešija v njegovem članku Gorsko bivališče v mestu ima ideal čajnega obreda v slogu vabi (vabi-ča) svoje korenine v urbani družbi obdobja Muromači (1336 do 1573) in v obliki čajnic, ki so jih meščani gradili v svojih domovih in so privzemale videz slamnatih koč v gorskih vaseh. Pred tem so v čajnem obredu na splošno uživali v prostorih, zgrajenih v arhitekturnem slogu šoin-zukuri, slogu, ki se pogosto uporablja v čajnih sobah, zgrajenih danes.
Čajnice so se prvič pojavile v obdobju Sengoku (sredina 15. stoletja do začetka 17. stoletja), času, v katerem centralna vlada ni imela skoraj nobene praktične moči. V državi je vladal kaos, vojne in upori pa so bili vsakdanji. V želji po vrnitvi Japonske so bili samuraji zaposleni s pridobivanjem in obrambo ozemelj, pospeševanjem trgovine in nadzorovanjem proizvodnje kmetij, mlinov in rudnikov kot dejanski vladarji, mnogi revni pa so si želeli iskati rešitev posmrtnega življenja, kot je učil budizem. Čajnice so gradili večinoma zenovski menihi ali daimjo, samuraji in trgovci, ki so izvajali čajni obred. Iskali so preprostost in mir – osrednji načeli zen filozofije. Priznavanje preprostosti brez okraskov, ki je osrednja motivacija čajnice, je v poznejših obdobjih ostalo kot izrazita japonska tradicija.
Zlata čajnica (黄金の茶室, Ōgon no čašicu) je bila prenosna pozlačena čašicu, zgrajena v obdobju Azuči–Momojama iz 16. stoletja za čajne obrede japonskega regenta Tojotomija Hidejošija. Prvotna soba je izgubljena, vendar so bile narejene številne rekonstrukcije. Zlata čajna soba je bila zgrajena, da bi na goste naredila vtis mogočnosti in moči regenta. To je bilo v nasprotju z rustikalno estetiko, ki jo je kodificiral njegov čajni mojster Sen no Rikjū, čeprav se špekulira, da je Rikjū morda pomagal pri oblikovanju. Razkošje sobe je bilo zelo nenavadno in je morda tudi v nasprotju z normami vabi-sabi. Hkrati je preprostost celotne zasnove s čistimi linijami lahko videti kot kanonična. Obseg sodelovanja vodje ekipe Rikjūja pri načrtovanju sobe ni znan, vendar je bil večkrat prisoten, ko so gostom v sobi stregli čaj.

## Arhitektura
Idealna samostoječa čajnica je obdana z majhnim vrtom s potjo, ki vodi do čajnice. Ta vrt se imenuje rodži (露地, »rosna tla«) in je razdeljena na dva dela z vrati, imenovanimi čumon. Ob poti je klop za čakanje gostov in umivalnik. Poleg lastnega vrta je čašicu urejena – skupaj z drugimi paviljoni, kot so zašiki, oku no zašiki in hanare zašiki – okrog večjega osnovnega vrta.
V bližini čajnice je kamnita posoda za vodo, kjer si gostje splaknejo roke in usta, preden vstopijo v čajnico skozi nizka, kvadratna vrata, imenovana nidžiriguči ali »plazeči vhod«, ki zahteva nizek poklon za prehod skozi in simbolično ločuje majhno, preprosto, tiho notranjost od natrpanega, premočnega zunanjega sveta. Nidžiriguči vodi neposredno v čajnico.
Čajnica ima nizek strop in je brez pohištva: gostje in gostitelj sedijo na tleh v slogu seiza. Vsi uporabljeni materiali so namerno preprosti in rustikalni. Poleg vhoda za goste je lahko še več vhodov; obstaja vsaj vhod za gostitelja, znanega kot sadōguči, ki omogoča dostop do mizuje. Okna so na splošno majhna in prekrita s šodžijem, ki prepušča naravno svetlobo. Okna niso namenjena zagotavljanju pogleda navzven, kar bi zmanjševalo koncentracijo udeležencev. Obstaja poglobljeno ognjišče (炉 ro), ki je v tatamiju poleg gostiteljevega tatamija, za uporabo v hladnih mesecih; to ognjišče je prekrito z navadnim tatamijem in ni vidno v toplih mesecih, ko se namesto njega uporablja prenosna žerjavnica (風炉 furo).
Običajen element je tokonoma (niša za zvitek), ki drži zvitek kaligrafije ali slikanja s čopičem, in morda majhen, preprost cvetlični aranžma, imenovan čabana (茶花), vendar brez drugih okraskov.
Čašicu so na splošno razvrščene glede na to, ali imajo talno površino večjo ali manjšo od 4,5 tatamija, razlikovanje, ki vpliva na slog slovesnosti, ki se lahko izvaja, posebno vrsto opreme in okraskov, ki jih je mogoče uporabiti, postavitev različnih arhitekturnih značilnosti in ognjišče ter število gostov, ki jih je mogoče sprejeti. Čašicu, ki je večja od 4,5 tatamijev, se imenuje hiroma (»velika soba«), medtem ko se manjše imenujejo koma (»majhna soba«). Hiroma so pogosto sobe v slogu šoin in večinoma niso omejene na uporabo za čanoju.
Drugi dejavniki, ki vplivajo na čajno sobo, so arhitekturne omejitve, kot so lokacija oken, vhodov, poglobljeno ognjišče in tokonoma, zlasti če čajna soba ni znotraj namensko zgrajene strukture. Drugi dejavniki, ki vplivajo na konstrukcijo čašicu kot prostora v iemotu, so ikonografija preteklosti in spomin posameznih posameznikov.
Vseh čajnih sob ni mogoče prilagoditi idealu, ki ga vidimo na sliki.

## Tipična imena
Običajno je, da čašicu dobijo ime po svojih lastnikih ali dobrotnikih. Imena običajno vključujejo znak za "koča", "dvorana" ali "uta" in odražajo duh rustikalne preprostosti čajnega obreda in učenja zen budizma. Značilna imena vključujejo:
- Mugai-an (無外庵, introvertna koča)
- Mokurai-an (黙雷庵, Koča tihega geoma)
- Tōkyū-dō (東求堂, dvorana išče vzhod) (opomba: 東求堂 v Ginkaku-dži se izgovarja kot Tōgu-dō in je zasebna budistična dvorana, ne čašicu)
- Shō-an (松庵, borova koča)
- Ichimoku-an (一木庵, koča enega drevesa)
- Rokusō-an (六窓庵, koča s šestimi okni)
- Bōji-tei (忘路亭, koča pozabljene poti)

## Pomembne čajnice
- Tai-an (待庵), zgrajena leta 1582, je edina obstoječa čašicu, ki jo je oblikoval Sen no Rikjū in predstavlja njegov koncept vabi-ča. Je v templju Mjōki-an v Jamazakiju v Kjotu. Razglašena je za nacionalni zaklad.
- Džo-an (如庵) je leta 1618 v Kjotu zgradil Urakusai, mlajši brat Ode Nobunage, leta 1972 pa je bila prestavljena v Inujamo v Aičiju. Leta 1951 je bila razglašena za nacionalni zaklad.
- Konniči-an (今日庵, Današnja koča), ki jo je zgradil Sen Sōtan na kraju, ki je pozneje postalo znan kot posestvo Urasenke Konničian. Talni prostor je sestavljen le iz enega polnega tatamija, tatamija daime velikosti 3/4 in lesene deske na čelu tatamija daime. Ni vdolbine tokonoma.
- Fušin-an (不審庵, Dvomljiva koča), delo Sen no Rikjū. Njegov sin Sen Šōan jo je preselil na posestvo Omotesenke.
- Zangecu-tei (残月亭, Koča jutranje Lune) pripada šoli Omotesenke v Kjotu
- San-meiseki (三名席, Tri slavne čajnice):[14]
  - Sarumen časeki (猿面, čajnica z opičjim obrazom [15]) na gradu Nagoja, nekdanji nacionalni zaklad do uničenja leta 1945, ponovno zgrajena leta 1949.[16][17]
  - Jacu-mado no seki (八窓の席, Osem oken)[18] ali Hasō-an (八窓庵) v Isšin-dži v Osaki, ki jo je zasnoval gospod Kobori Enšū (1579–1647) [19]
  - Rokusō-an (六窓庵, Koča s šestimi okni) iz Kōfuku-dži v Nari, zdaj v vrtovih Tokijskega narodnega muzeja.[20][21]
- Šōkin-tei (松琴亭) v cesarski vili Kacura v Kjotu.[22]
- Zlata čajna soba, zgrajena pod regentom Tojotomi Hidejošiijem (1537–1598)
- Steklena čajna hiša - KOU-AN (光庵, Light Hut), ki jo je oblikoval Tokudžin Jošioka (r. 1967)
- bambusova čajna hiša Ki-an [23]

- Rokusō-an, prej iz Kōfuku-dži v Nari
- Notranjost Šōkin-tei v cesarski vili Kacura
- Jugao-tei v Kanazavi
- Iho-an v Koudai-dži
- Sekka-tei v Rokuon-dži
- Kourin-in v Džikou-in
- Šōkō-ken
- Isome-ši
- Kaisuian: zložena okna šikiši
- Shigure-tei e edinstvena dvonadstropna čašicu, v Kōdai-dži v Kjotu
- Steklena čajna hiša - KOU-AN